# Devils (Fernsehserie)
Devils (italienischer Titel Diavoli) ist eine italienische Fernsehserie mit Alessandro Borghi und Patrick Dempsey. Die Serie wird seit dem 17. April 2020 auf Sky Atlantic Italia und in Deutschland seit dem 28. Mai 2020 auf Sky Atlantic veröffentlicht. Das Drehbuch basiert auf dem Roman I Diavoli (2014) von Guido Maria Brera.

## Handlung
Staffel 1
Massimo Ruggero ist ein ehrgeiziger italienischer Banker, der nach Beginn der Weltfinanzkrise im London des Jahres 2011 für die NYL Bank hunderte Millionen US-Dollar verdient. Dessen Chef ist der rücksichtslose Finanzmogul Dominic Morgan, der damit äußerst zufrieden scheint.
Bald wird Massimo in einen internationalen Finanzkrieg und einen Skandal um seine drogenabhängige Ehefrau verwickelt. Morgan verliert scheinbar das Interesse an seinem Schützling, heimlich dürfte aber er seine Finger im Spiel haben. Massimo steht daher vor der Entscheidung, seinen Mentor zu unterstützen oder zu stoppen.
Staffel 2
Im Jahr 2016 hat Großbritannien für den Brexit gestimmt, in den USA greift Donald Trump nach dem Amt des Präsidenten.
Massimo Ruggero ist auf der Suche nach neuen Wachstumsmöglichkeiten und setzt dafür auf Unterstützung aus China. Dominic warnt ihn allerdings, dass er damit seinen chinesischen Partnern dabei hilft, einen Wirtschaftskrieg gegen die USA zu führen, und fordert von Massimo, gemeinsam dagegen anzugehen.

## Besetzung und Synchronisation
Die deutschsprachige Synchronisation übernahm die Splendid Synchron. Dialogregie führte Nadine Geist, das Dialogbuch schrieb Stefan Sasse.
| Rolle              | Darsteller            | Synchronsprecher    |
| ------------------ | --------------------- | ------------------- |
| Dominic Morgan     | Patrick Dempsey       | Boris Tessmann      |
| Massimo Ruggero    | Alessandro Borghi     | Konrad Bösherz      |
| Sofia Flores       | Laia Costa            | Sophie Lechtenbrink |
| Oliver Harris      | Malachi Kirby         | Patrick Baehr       |
| Kalim Chowdrey     | Paul Chowdhry         | Florian Clyde       |
| Eleanor Bourg      | Pia Mechler           | Marie Bierstedt     |
| Paul McGuinnan     | Harry Michell         | Jesco Wirthgen      |
| Nina Morgan        | Kasia Smutniak        |                     |
| Carrie Price       | Sallie Harmsen        | Tanya Kahana        |
| Daniel Duval       | Lars Mikkelsen        | Matthias Klie       |
| Chris Bailey       | Tom McKay             | Felix Spieß         |
| Alex Vance         | Chris Reilly          | Sven Fechner        |
| Vicky Bale         | Lorna Brown           | Katharina Spiering  |
| Zhi                | Li Jun Li             | Berenice Weichert   |
| Edward Stuart      | Ben Miles             | Stephan Baumecker   |
| Fred Warwick       | Anton Alexander       | Matthias Klages     |
| Gerichtsmediziner  | Asheq Akhtar          | Imtiaz Haque        |
| Interviewer        | Freddy Drabble        | Mario Klischies     |
| John (22 Jahre)    | Alex Bhat             | Julian Tennstedt    |
| Karl Haufman       | Maximilian Dirr       | Maximilian Dirr     |
| Professor Wade     | Ken Stott             | Sven Brieger        |
| Samuel Marrinon    | Tim Daish             | Rainer Fritzsche    |
| Evelyne Becker     | Dagny Dewath          |                     |
| Antonia von Keßler | Gabrielle Scharnitzky |                     |
| Anton Kozlov       | Artjom Gilz           |                     |
| Nadya Wojcik       | Clara Rosager         |                     |

## Episodenliste

### Staffel 1
| Nr. (ges.) | Nr. (St.) | Deutscher Titel | Originaltitel | Erstausstrahlung IT | Deutschsprachige Erstausstrahlung (D) | Regie               |
| ---------- | --------- | --------------- | ------------- | ------------------- | ------------------------------------- | ------------------- |
| 1          | 1         | Folge 1         | Episode 1     | 17. Apr. 2020       | 28. Mai 2020                          | Nick Hurran         |
| 2          | 2         | Folge 2         | Episode 2     | 17. Apr. 2020       | 4. Juni 2020                          | Nick Hurran         |
| 3          | 3         | Folge 3         | Episode 3     | 24. Apr. 2020       | 11. Juni 2020                         | Nick Hurran         |
| 4          | 4         | Folge 4         | Episode 4     | 24. Apr. 2020       | 18. Juni 2020                         | Nick Hurran         |
| 5          | 5         | Folge 5         | Episode 5     | 1. Mai 2020         | 25. Juni 2020                         | Nick Hurran         |
| 6          | 6         | Folge 6         | Episode 6     | 1. Mai 2020         | 2. Juli 2020                          | Jan Maria Michelini |
| 7          | 7         | Folge 7         | Episode 7     | 8. Mai 2020         | 9. Juli 2020                          | Jan Maria Michelini |
| 8          | 8         | Folge 8         | Episode 8     | 8. Mai 2020         | 16. Juli 2020                         | Jan Maria Michelini |
| 9          | 9         | Folge 9         | Episode 9     | 15. Mai 2020        | 23. Juli 2020                         | Jan Maria Michelini |
| 10         | 10        | Folge 10        | Episode 10    | 15. Mai 2020        | 30. Juli 2020                         | Jan Maria Michelini |

### Staffel 2
| Nr. (ges.) | Nr. (St.) | Deutscher Titel  | Originaltitel | Erstausstrahlung IT | Deutschsprachige Erstausstrahlung (D) |
| ---------- | --------- | ---------------- | ------------- | ------------------- | ------------------------------------- |
| 11         | 1         | Brexit           | Episode 1     | 22. Apr. 2022       | 21. Juni 2022                         |
| 12         | 2         | Der Code         | Episode 2     | 22. Apr. 2022       | 21. Juni 2022                         |
| 13         | 3         | Die Affäre       | Episode 3     | 29. Apr. 2022       | 28. Juni 2022                         |
| 14         | 4         | Der Tempel       | Episode 4     | 29. Apr. 2022       | 28. Juni 2022                         |
| 15         | 5         | Satoshi Nakamoto | Episode 5     | 6. Mai 2022         | 5. Juli 2022                          |
| 16         | 6         | Der Verdacht     | Episode 6     | 6. Mai 2022         | 5. Juli 2022                          |
| 17         | 7         | Die Flucht       | Episode 7     | 13. Mai 2022        | 12. Juli 2022                         |
| 18         | 8         | Bang             | Episode 8     | 13. Mai 2022        | 12. Juli 2022                         |